# Jouons à la maîtresse
Jouons à la maîtresse est un jeu vidéo de simulation pour enfants développé par ZigZag Island et édité en 2008 par Deep Silver pour la console Nintendo DS.
Ce jeu fait partie des premiers titres de la gamme Jouons à, produite par le groupe Koch Media pour concurrencer la gamme Léa Passion d'Ubisoft.

## Concept
Dans Jouons à la Maîtresse, le joueur incarne une jeune maîtresse durant ses 4 premiers jours de classe durant lesquels elle va devoir prendre soin de jeunes enfants.
Chaque matin, l'emploi du temps de la journée est donné au joueur. Le jeu est composé de 13 minis jeux jouables uniquement au stylet.
Pour participer à un mini jeu, le joueur doit se rendre dans la pièce de l'école indiquée sur la carte qui est affichée sur l'écran supérieur de la Nintendo DS.
Quand le joueur est au bon endroit, une bulle représentant le mini jeu apparaît à l'écran. Le joueur a juste à cliquer sur la bulle pour lancer le mini jeu.

## L'environnement de jeu
L'environnement de jeu est une école modélisée en 3 dimensions. Suivant les minis jeux, le joueur devra se rendre dans la cour, la salle de musique, la salle de danse, la salle de classe, la salle de jeu ou encore dans la cantine.
Le mode de déplacement est un point and click. Le joueur touche un endroit de l'écran tactile avec le stylet et la maîtresse se déplace jusqu'à cet endroit.

## Les minis jeux
Le jeu est composé de 13 minis jeux :
- Leçon de musique
- Corde à sauter
- Surveiller la cantine
- Cours de danse
- Puzzle
- Découpage
- Marelle
- Soin
- Surveillance d'examen
- Sieste
- Peinture
- Habillage
- Rangement de la classe

## Noms localisés
Le nom de la gamme est localisé suivant les pays. Ainsi on retrouve pour ce titre :
- Jouons à la maîtresse en France
- Let's Play Schools au Royaume-Uni
- Let's Play La Maestra en Italie
- Spielbiteen wir Lehrerin en Allemagne
- Juguemos a Ser Profe en Espagne

## L'équipe de développement
- Producteurs exécutifs : Guillaume Descamps, Stéphane Gonod
- Directeur Artistique : Jérôme Lignier
- Directeur Créatif : Guillaume Descamps
- Directeur Technique : Marc Ly
- Artistes 2D : Jérôme Lignier, Ludovic Legrand, Paul Mafayon
- Artistes 3D : Arnaud Machus, Jérôme Lignier, Sylvain Depre
- Logo & Pochette : Paul Mafayon
- Programmeur en chef : Marc Ly
- Programmeur senior : Clément Dupret
- Programmeurs : David Tanguy, Mustapha Tachouct, Romain Volhuer, Simon Guille
- Programmeur additionnel : Emmanuel Tuloup
- Conception du jeu : Guillaume Descamps, Jérôme Lignier, Paul Mafayon
- Sons et musiques : Allister Brimble,  Anthony Putson